# Râul Ghilea
Râul Ghilea este un curs de apă, afluent al Pârâului Întors. 

## Hărți
- Harta Județului Botoșani